# Драйс-Брюк
Драйс-Брюк (нім. Dreis-Brück) — громада в Німеччині, розташована в землі Рейнланд-Пфальц. Входить до складу району Вульканайфель. Складова частина об'єднання громад Даун.
Площа — 18,18 км2. Населення становить 792 ос. (станом на 31 грудня 2020).